# Senta Aurença e Casaus
Senta Aurensa e Casaus (en francès Sainte-Aurence-Cazaux) és un municipi francès situat al departament del Gers i a la regió d'Occitània. Limita amb Barcunhan a l'oest, Montaut al nord, Sent Haust i Cuelàs a l'est i Dufòrt al sud.

## Demografia
| 1962                                       | 1968 | 1975 | 1982 | 1990 | 1999 | 2006 |
| ------------------------------------------ | ---- | ---- | ---- | ---- | ---- | ---- |
| 197                                        | 181  | 140  | 130  | 138  | 118  | 120  |
| Des de 1962: població sense dobles comptes |      |      |      |      |      |      |

## Administració
| Període   | Identitat        | Partit |
| --------- | ---------------- | ------ |
| 2001-2008 | Jean Cazalas     |        |
| 2008-     | Jean-Marc Le Mao |        |